# San Cibrao das Viñas
San Cibrao das Viñas è un comune spagnolo di 3 669 abitanti situato nella comunità autonoma della Galizia.